# Phare d'Highland
Le phare d'Highland ou phare du cap Cod (en anglais : Highland Light) est un phare actif situé dans le Cape Cod National Seashore dans le comté de Barnstable (État du Massachusetts).
Il est inscrit au Registre national des lieux historiques depuis le 15 juin 1987 .

## Histoire
Le phare est situé sur la côte est de Cap Cod, à North Truro. Il remplace, depuis 1857, les anciennes tours de 1797 et 1831. Il s’agit du plus ancien et du plus haut phare du cap Cod.
Les terrains sont ouverts toute l'année, tandis que la lumière est ouverte au public de mai à fin octobre, avec des visites guidées. Le phare appartient au National Park Service et a été pris en charge par le Highland Museum and Lighthouse, Inc. jusqu'en 2014, date à laquelle Eastern National (en), un autre groupe à but non lucratif, a repris le contrat pour l'exploitation de l'établissement en tant qu'attraction touristique. La United States Coast Guard exploite toujours le feu. Le navire américain USS Highland Light (IX-48) (en) a été nommé d'après le phare.
En 1797, une station autorisée par George Washington fut établie à cet endroit du cap, avec un phare en bois pour avertir les navires du danger de la côte entre Cap Ann et Nantucket. Ce fut la première lumière sur le cap Cod. En 1833, la structure en bois a été remplacée par une tour en briques et en 1840, une nouvelle lanterne et un appareil d'éclairage ont été installés. En 1857, le phare fut déclaré dangereux et démoli et remplacé par la tour actuelle en briques.
Le 6 juin 1900, la lumière est passée d’un feu fixe à un feu à clignotement, avec une nouvelle lentille de Fresnel de premier ordre Barbier, Bénard et Turenne émettant un éclair de 0,5 seconde toutes les cinq secondes d’environ 192 000 candelas. Lors de l'installation de la nouvelle lentille, une lentille de troisième ordre a été utilisée au sommet d'une tour temporaire érigée près du phare. il a ensuite été vendu aux enchères. Le phare était alors le plus puissant de la côte est des États-Unis. Deux moteurs de quatre chevaux équipés de compresseurs fonctionnant au kérosène ont été ajoutés pour permettre l'activation du signal de brouillard. Un nouveau signal de brouillard électrique a été installé en 1929 pour le rendre audible sur une plus grande distance.
Le phare a été converti au fonctionnement électrique en 1932 avec une balise de 1 000 watts. En 1946, la lentille Fresnel a été remplacée par un aerobacon moderne, tout d'abord par un double feu tournant DCB-36 de Crouse-Hinds. Malheureusement, la lentille de Fresnel a été gravement endommagée lors de son retrait, mais des fragments sont exposés dans le musée sur place. La lumière a été entièrement automatisée en 1986 avec une balise aérienne DCB-224. En 1998, un système optique VRB-25 (en) a été installé. Plus récemment, la source lumineuse est une balise LED Vega Marine modèle 44/2.5 installée en avril 2017.
L'emplacement actuel du phare n'est pas le site d'origine. Elle risquait de tomber de la falaise en raison de l'érosion de la plage. La structure a donc été déplacée à 140 m à l'ouest. Le financement gouvernemental nécessaire à cette fin a été complété par des fonds recueillis dans le cadre d'une collecte de fonds réalisée par la Truro Highlands Historic District (en). Le déménagement a été accompli sur une période de 18 jours en juillet 1996. En 1998, la maison du gardien a été modifiée pour devenir une boutique de souvenirs et un musée. Le parc est ouvert toute l'année et des visites guidées et le musée sont disponibles pendant les mois d'été.

## Description
Le phare  est une tour circulaire en brique, avec une galerie et une lanterne de 20 m de haut. La tour est peinte en blanc et la lanterne est noire. Il émet, à une hauteur focale de 52 m, un bref éclat blanc de 0,5 seconde par période de 5 secondes, jour et nuit. Sa portée est de 18 milles nautiques (environ 33 km).

## Caractéristiques dufeu maritime
Fréquence : 5 secondes (W)
- Lumière : 0,5 seconde
- Obscurité : 4,5 secondes.

Identifiant : ARLHS : USA-110 ; USCG : 1-0500 - Amirauté : J0390.
|         |
| Cap Cod |

|                  |
| Le phare en 1939 |

|          |
| Le phare |

### Lien connexe
- Liste des phares du Massachusetts